# جي دونغ وون

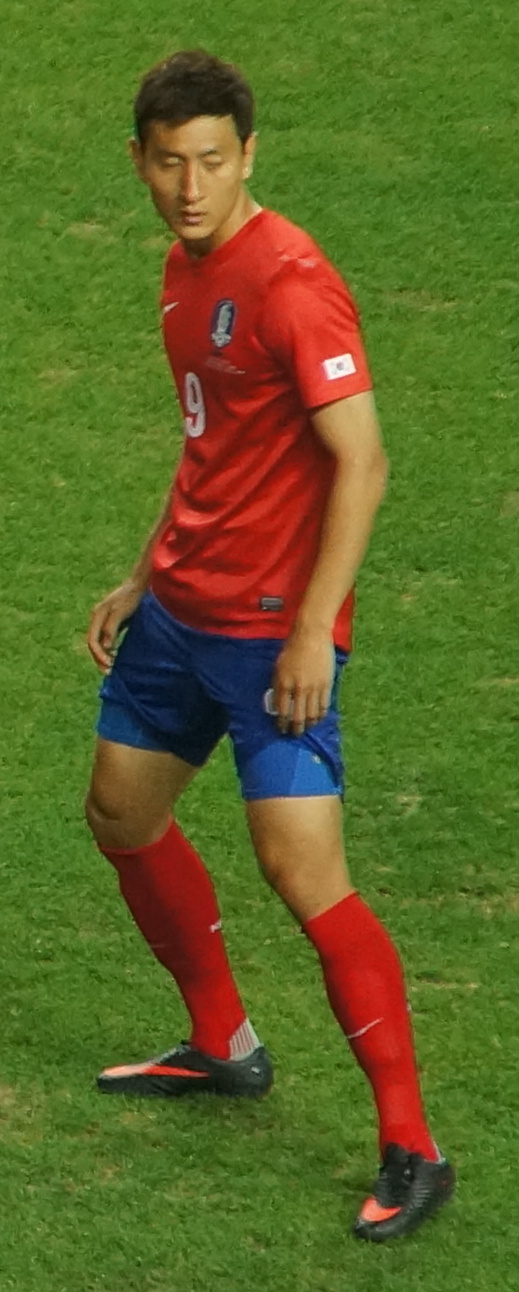
جي دونغ وون

جي دونغ وون (بالكورية:지동원، ولد في 28 مايو، 1991) هو لاعب كرة قدم كوري جنوبي يلعب لصالح نادي سندرلاند في الدوري الإنجليزي الممتاز.
سجل جي دونغ هدف في مرمى إيران ببطولة كأس آسيا للشباب 2010.

## مسيرته الكروية
لعب جي دونغ وون خلال مسيرته الاحترافية مع 6 أندية في أربعة عشر موسمًا وسجل خلالها 27 هدفًا ضمن 194 مباراة. ولم يفز بأي موسم بالكأس أو بالدوري.
خاض جي دونغ وون مسيرته مع تشونام دراغونز في عامي 2010-2012 ولمدة موسمين، مشاركًا في 33 مباراة سجل خلالها 10 أهداف. ثم انتقل إلى نادي سندرلاند في موسم 2011–12 ولمدة موسمين، حيث شارك في 24 مباراة سجل خلالها هدفين. لينتقل بعدها إلى نادي آوغسبورغ في موسم 2012–13 في المرة الأولى ليلعب معه ستة مواسم ثم في موسم 2018–19 لمدة موسم واحد، مشاركًا طوالها في 112 مباراة سجل خلالها 13 هدفًا. ثم انتقل إلى نادي دارمشتات 98 في موسم 2017–18 لمدة موسم واحد، مشاركًا في 16 مباراة سجل خلالها هدفين. هذا وانتقل لاحقًا إلى نادي ماينتس 05 في موسم 2019–20 لمدة موسم واحد، مشاركًا في 4 مباريات ولم يسجل أي هدف.

## روابط خارجية
- جي دونغ وون على موقع الاتحاد الدولي (مؤرشف)  (الإنجليزية)
- جي دونغ وون على موقع دوري كوريا الجنوبية (الإنجليزية)
- جي دونغ وون على موقع قاعدة بيانات كرة القدم.إي يو (الإنجليزية)
- جي دونغ وون على موقع ناشيونال فوتبول تيمز (الإنجليزية)
- جي دونغ وون على موقع Soccerbase.com (لاعب) (الإنجليزية)
- جي دونغ وون على موقع Soccerway.com (الإنجليزية)
- جي دونغ وون على موقع عالم كرة القدم.نت (الإنجليزية)
- جي دونغ وون على موقع أوليمبيديا (الإنجليزية)
- جي دونغ وون على موقع AS.com (الإسبانية)